# Ulead Systems
Ulead Systems – tajwańskie przedsiębiorstwo informatyczne założone 5 sierpnia 1989. Zajmuje się produkcją oprogramowania do obsługi multimediów, zarówno dla rynku domowego (kosztujące zwykle kilkadziesiąt USD), jak i profesjonalnego (kilkaset USD).
Oprogramowanie firmy można podzielić na:
- programy graficzne – Ulead PhotoImpact, Ulead PhotoExplorer, Ulead Cool 3D, Ulead Gif Animator
- programy do edycji wideo – Ulead VideoStudio, Ulead MediaStudio Pro
- programy do DVD authoringu – Ulead DVD Workshop, Ulead DVD MovieFactory, Ulead CD & DVD PictureShow, Ulead Burn.Now
- odtwarzacze – Ulead DVD Player
- inne drobne narzędzia

Programy są też łączone w zestawy – największym z nich jest przeznaczony dla rynku półprofesjonalnego i profesjonalnego Ulead StudioQuartet, pełny zestaw do tworzenia wideo i authoringu płyt, odpowiednik Adobe Video Collection.